# Stanisław Czapla
Stanisław Czapla (ur. 11 maja 1907 w Milnie koło Tarnopola, zm. 7 kwietnia 1971 w Wadowicach) – rzymskokatolicki duchowny, pallotyn, prowincjał polskiej Prowincji Chrystusa Króla w latach 1947–1959.
Ks. Stanisław Czapla urodził się w 1907 w Milnie w archidiecezji lwowskiej. Do Stowarzyszenia Apostolstwa Katolickiego wstąpił w  1928, studiował teologię w Dom Księży Pallotynów w Sucharach i Limburgu. Święcenia kapłańskie przyjął 17 czerwca 1934 w Poznaniu z rąk kard. Augusta Hlonda.
Po święceniach był socjuszem (pomocnikiem mistrza) nowicjatu oraz wykładowcą liturgiki i misjologii. Dwa lata później w Warszawie objął opieką duszpasterską pallotyńskich świeckich współpracowników, redagując również dla nich w latach 1937-1939 pismo "Apostoł wśród świata" (pismo to pod jego kierownictwem zostało przekształcone z kwartalnika w dwumiesięcznik).  
We wrześniu 1939 został rektorem nowego domu w Radomiu, a po II wojnie światowej tę funkcję pełnił w Sucharach oraz Poznaniu.
Od 1947 ks. Czapla przez 12 lat był przełożonym polskiej prowincji pallotynów. Przez ten czas odbudował struktury Stowarzyszenia w Polsce zniszczone podczas wojny, otworzył nowe placówki oraz uruchomił wydawnictwo Pallottinum. Zainicjował wydawanie i redagował kalendarz My chcemy Boga (1947-1949).
Potem jako rektor i misjonarz ludowy pracował w Zakopanem, promując kult Matki Bożej Fatimskiej. Od 1965 przez trzy lata pełnił funkcję przełożonego domu we Wrzosowie, a następnie w Wadowicach. 
Zmarł w wieku 64 lat. Spoczywa na cmentarzu w Wadowicach na Kopcu.